# Famatina (kommunhuvudort i Argentina)
Famatina är en kommunhuvudort i Argentina.   Den ligger i provinsen La Rioja, i den nordvästra delen av landet, 1 100 km nordväst om huvudstaden Buenos Aires. Famatina ligger 1 567 meter över havet och antalet invånare är 6 371.
Terrängen runt Famatina är bergig, och sluttar österut. Trakten runt Famatina är nära nog obefolkad, med mindre än två invånare per kvadratkilometer.. Det finns inga andra samhällen i närheten. 
Omgivningarna runt Famatina är i huvudsak ett öppet busklandskap.